# جائزة إيطاليا الكبرى 2018
جائزة إيطاليا الكبرى 2018 هو سباق فورمولا 1 أقيم بتاريخ 2 سبتمبر 2018 في حلبة مونزا، إيطاليا. كان الرابع عشر من أصل 21 في بطولة العالم لسباقات الفورمولا واحد موسم 2018. حلّ البريطاني لويس هاملتون أولا بينما جاء الفنلندي كيمي رايكونن في المركز الثاني وحصل على المركز الثالث الفنلندي فالتيري بوتاس.

## الترتيب النهائي
|         | الترتيب | السائق         | النقاط |
| ------- | ------- | -------------- | ------ |
|         | 1       | لويس هاملتون   | 256    |
|         | 2       | سباستيان فيتل  | 226    |
|         | 3       | كيمي رايكونن   | 164    |
|         | 4       | فالتيري بوتاس  | 159    |
|         | 5       | ماكس فيرستابين | 130    |
| المصدر: |         |                |        |